# Expéditions navales ottomanes dans l'océan Indien

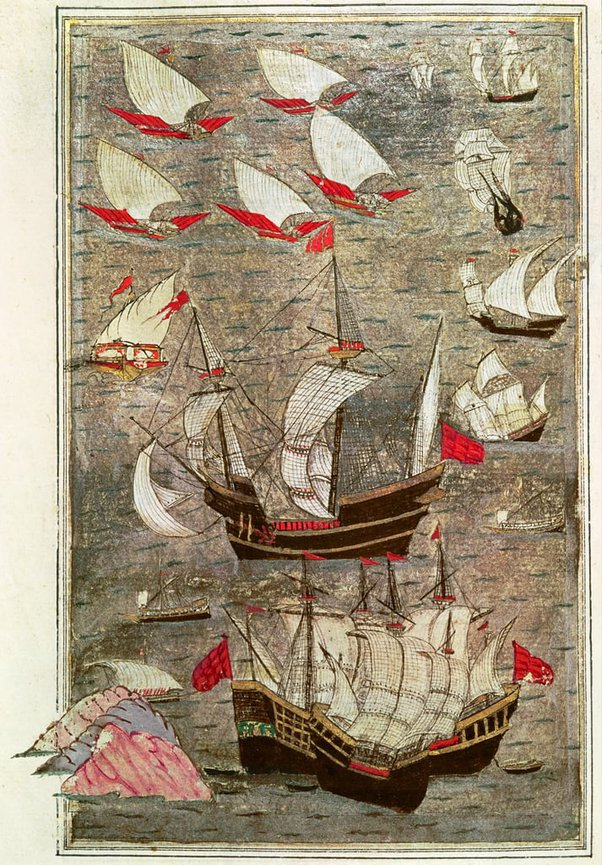
Flotte ottomane devant Aden, peinture anonyme, XVIe s.

Les expéditions navales ottomanes dans l'océan Indien sont une série d'opérations navales entreprises par l'Empire ottoman au XVIe siècle pour étendre sa domination sur les mers du Sud et écarter la menace que faisait peser l'Empire portugais sur la route des épices et sur le pèlerinage de La Mecque. 

## Contexte

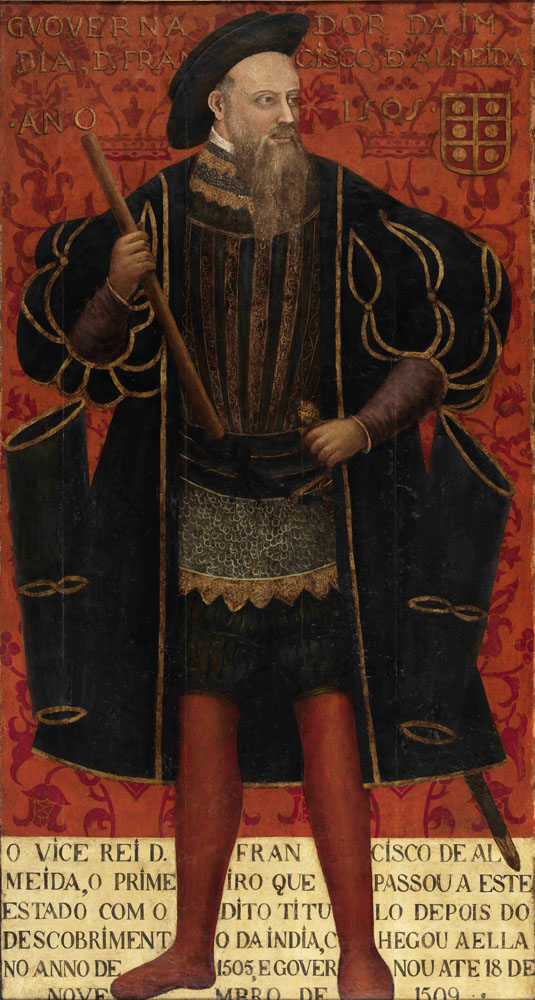
Francisco de Almeida, peinture portugaise anonyme, v. 1545

Au début du XVIe siècle, après les explorations de Vasco de Gama, l’Empire colonial portugais engage une expansion rapide dans l'océan Indien. L'île de Socotora et la côte sud de l'Arabie sont explorés en 1503, les côtes de l'Inde à partir de 1505, le golfe Persique à partir de 1507. Sous le vice-roi Francisco de Almeida (1505-1510), les Portugais entreprennent la création de comptoirs permanents : leur objectif est de prendre le contrôle du commerce des épices mais aussi de détruire l'ancien réseau commercial musulman qui dominait jusque-là les mers du Sud ; ils se considèrent comme des « croisés en lutte permanente contre l'Islam » ; en 1509, ils remportent la bataille navale de Diu contre la flotte du sultanat mamelouk d’Égypte soutenue par un contingent ottoman. Sous le vice-roi Afonso de Albuquerque (1510-1515), les Portugais s'emparent de Goa, Ormuz et Malacca et imposent leur suzeraineté aux royaumes côtiers mais doivent renoncer à Aden et à Socotora. Les principales puissances musulmanes, le sultanat de Delhi (remplacé en 1526 par l'Empire moghol) et la Perse séfévide, sont peu intéressées par les affaires maritimes ; seules l'Égypte des Mamelouks, puis l'Empire ottoman qui annexe l'Égypte en 1517 et Bassora en 1538, cherchent à faire obstacle aux Portugais.

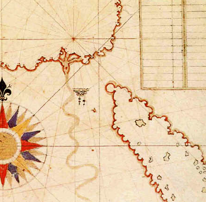
Carte ottomane de l'isthme de Suez par Piri Reis, v. 1521-1525

Les Portugais n'ont pas les moyens de conquérir un empire continental en Asie mais leur supériorité maritime leur permet de contrôler les lignes commerciales. Cette hégémonie marchande s'accompagne d'efforts de conversion des Asiatiques, surtout hindous et bouddhistes, les musulmans se montrant réfractaires à la christianisation. 
Plusieurs responsables ottomans cherchent à attirer l'attention de la Sublime Porte sur le danger représenté par l'expansion portugaise. L'amiral Piri Reis fait dresser des cartes océaniques inspirées du périple de la mer Érythrée et des portulans européens. Selman Reis (en), qui avait commandé le contingent ottoman à la bataille de Diu en 1509, rédige en 1525 un rapport insistant sur l'importance de l'océan Indien et du trafic des épices,. Les galères ottomanes peuvent difficilement se mesurer aux vaisseaux portugais en haute mer mais sont mieux adaptées aux eaux peu profondes et aux opérations de débarquement ; le principal handicap des Ottomans est l'absence d'un canal reliant la Méditerranée à la mer Rouge, ce qui les empêche d'engager leurs principales forces navales ; la construction d'un tel ouvrage sera envisagée tardivement, en 1586, mais abandonnée.

## Expéditions

### Expédition à Diu et Goa (1509-1510)
En 1509, l'Empire ottoman fournit au sultanat mamelouk d’Égypte, alors indépendant, des vaisseaux, des marins et des soldats pour participer à une expédition contre les comptoirs portugais des Indes. La bataille navale de Diu est un échec pour la coalition égypto-ottomane. Un détachement ottoman est laissé à Goa, ville dépendant du sultan musulman de Bijapur, mais il est capturé lors de la prise de la ville par Afonso de Albuquerque.

### Expédition à Djeddah et au Yémen (1527)

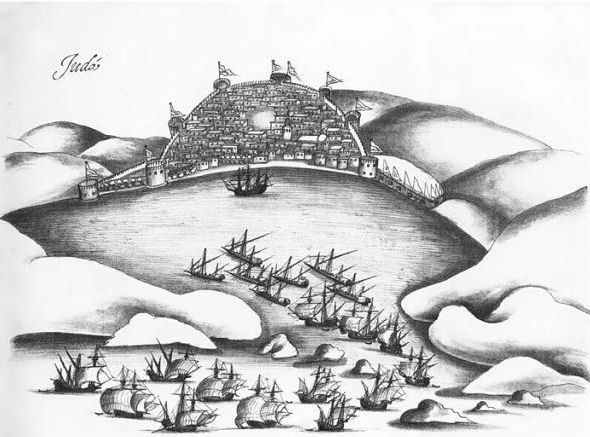
Attaque de Djeddah par la flotte portugaise en 1517

Après la conquête de l’Égypte par Selim Ier en 1517, la province ottomane d’Égypte devient une base d'opération vers les mers du Sud. En 1527, l'amiral Selman Reis (en), ancien chef de la flotte des Mamelouks, est envoyé avec une armée depuis Suez pour défendre Djeddah contre les Portugais. Il continue son expédition jusqu'au Yémen où il obtient la soumission de certains chefs locaux mais échoue devant Aden.

### Expédition à Diu (1531)
En 1531, l'amiral ottoman Mustafa Bayram (en) est envoyé pour défendre la ville de Diu, appartenant au sultanat du Gujarat, contre les Portugais. Le siège de Diu (en) s'achève par la retraite des Portugais.

### Expéditions à Diu et au Yémen (1538)
En 1538, le général ottoman Hadim Suleiman Pacha, gouverneur d’Égypte, vient aider le sultan de Gujarat à tenter de reprendre Diu, occupée entretemps par les Portugais. Le siège de Diu (1538) (en) est un échec pour la coalition musulmane mais Hadim Suleiman Pacha s'empare d'Aden et établit la suzeraineté ottomane sur une grande partie du Yémen.

### Expéditions à Adal (1540-1542)
Entre 1540 et 1542, les Ottomans fournissent un soutien au sultanat somali d'Adal contre les Portugais. Ces derniers lancent une expédition contre Suez (1541), qui est un échec, avant d'être battus à la bataille de Wofla (1542).

### Campagnes de l'amiral Piri Reis (1548-1552)

Expédition de Piris Reis (1548-1552)

L'amiral ottoman Piri Reis dirige une série d'expéditions autour de la péninsule arabique. Il s'empare de Mascate et fait reconnaître l'autorité du sultan ottoman par les émirs d'Oman, Bahreïn et Qatar mais échoue devant Ormuz. Après l'échec de l'expédition contre Ormuz, il est bloqué dans le golfe Persique par la flotte portugaise et doit se retirer à Bassora, port d'Irak devenu ottoman depuis 1538.

### Campagne de Murad Beg (1552)
En 1552, un certain Murad Beg est envoyé à Bassora avec l'ordre de ramener à Suez la flotte laissée par Piri Reis. Une bataille navale l'oppose aux Portugais mais un changement subit de vent l'oblige à rentrer à Bassora.

### Campagne de Seydi Ali Reis (1553)

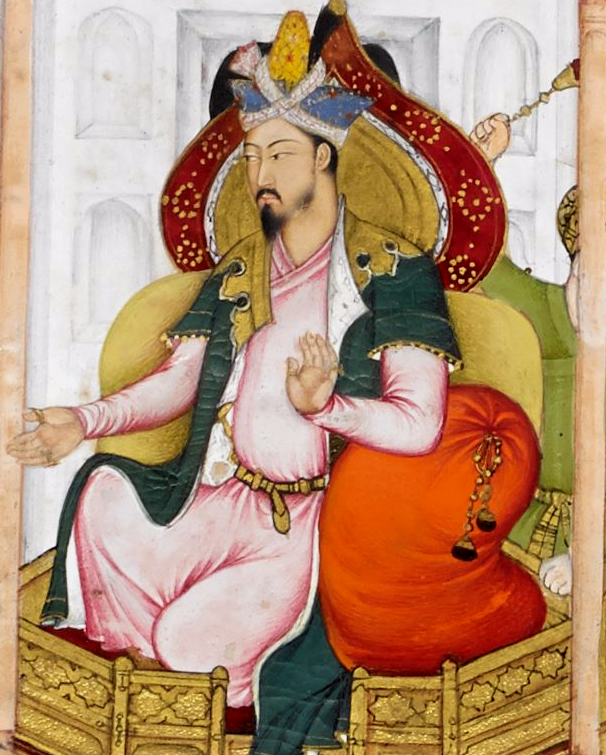
L'empereur moghol Humâyûn, miniature moghole, 1602-1604

En 1553, l'amiral Seydi Ali Reis est envoyé à Bassora pour tenter à nouveau de ramener la flotte en Égypte. Ses vaisseaux sont dispersés par un typhon et il aboutit en Inde où il est reçu par le sultan de Gujarat puis par l'empereur moghol Humâyûn. Il doit attendre la fin de la guerre ottomano-persane de 1532-1555 pour regagner l'Empire ottoman par la route terrestre. De ses pérégrinations, il tirera un récit de voyage, le Mir’at ül Memalik (Miroir des pays), un des premiers récits de ce type dans la littérature turque.

### Campagnes d'Özdemir Pacha (1556-1559)
Özdemir Pacha, ancien lieutenant de Hadim Suleiman Pacha, est nommé gouverneur du Yémen. Entre 1556 et 1559, il conquiert les deux rives du détroit de Bab-el-Mandeb, attaque le fort portugais de Zeilah et occupe Massawa qui devient la capitale d'une nouvelle province, le Habesh (Abyssinie), comprenant des parties de l'Érythrée et de la Somalie actuelles. Il conclut une alliance avec le sultan musulman d'Adal.

### Raids de Sefer Reis (1551-1565)
Sefer Reis (en), un corsaire probablement d'origine albanaise, mène plusieurs raids contre les Portugais, en Arabie du sud en 1551, sur les côtes de l'Inde en 1552. En 1554, le gouverneur d'Égypte, Semiz Ali, l'envoie avec une flottille de 4 galiotes à la rencontre de la flotte de Seydi Ali ; mais celle-ci a été chassée par les Portugais et par la tempête. Sefer Reis retourne alors à Moka et mène une série de petits raids contre les navires marchands portugais entre l'Arabie, l'Inde et l'Afrique sans chercher à s'emparer de forteresses. Cette tactique à objectifs limités se révèle rentable et, en harcelant la flotte portugaise, contribue au succès des campagnes d'Özdemir Pacha. En 1560, le nouveau gouverneur d'Égypte, Sofu Hadım Ali Pacha (en), obtient la nomination de Sefer Reis au rang d'amiral de l'océan Indien.

### Expéditions à Aceh et Malacca (1567-1568)
En 1567, les Ottomans envoient une expédition de soutien au sultan musulman d'Aceh (Sumatra). Mais leurs forces combinées échouent à prendre Malacca aux Portugais.

### Raids ottomans sur la côte swahilie (1585-1589)

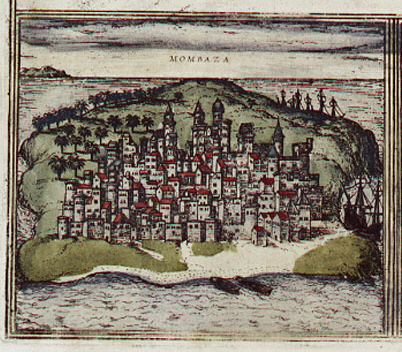
Le comptoir portugais de Mombasa (Mozambique), Georg Braun, 1572

Entre 1585 et 1589, l'amiral ottoman Mir Ali Bey mène une série de raids contre les comptoirs portugais d'Afrique orientale. Après des succès initiaux qui lui permettent d'obtenir la soumission de plusieurs sultanats de la côte swahilie, il est battu et capturé avec ses hommes.

## Conséquences
L'Empire ottoman, au XVIe siècle, a peu de relations directes avec le Portugal : pendant son long règne (1520-1566), Soliman le Magnifique n'envoie que 4 lettres aux souverains portugais. La stratégie ottomane est essentiellement tournée vers ses adversaires européens et méditerranéens (Habsbourg, République de Venise, Pologne-Lituanie) d'une part, vers la Perse séfévide de l'autre. L'océan Indien, en comparaison, n'est qu'un objectif secondaire. Significativement, le chef de la flotte de Suez n'a que le titre de reis et non celui, supérieur, de pacha ; les expéditions vers les mers du Sud, qui apparaissent à peine dans les chroniques et les archives ottomanes, sont souvent des initiatives de cadres locaux ambitieux comme Selman Reis (en) ou Hadim Suleiman Pacha qui ont du mal à convaincre la métropole de leur intérêt stratégique ou économique. Soliman Ier, en 1564, propose sans succès au roi Sébastien Ier de Portugal un traité qui établirait un statu quo entre les deux empires. Les territoires conquis, Al-Hassa, Habesh, ont peu de valeur commerciale ; seul le Yémen rapporte un revenu significatif mais les Ottomans le perdront au XVIIe siècle. En revanche, ces expéditions permettent au sultan ottoman, « gardien des Deux Villes saintes » (La Mecque et Médine), d'asseoir son prestige comme défenseur de l'islam et de se faire reconnaître comme suzerain par des principautés musulmanes comme le chérifat de La Mecque, le Gujarat, Ormuz ou Aceh.

### Sources et bibliographie
- Giancarlo Casale, The Ottoman Age of Exploration, Oxford University Press, 2010.
- Gilles Veinstein, "Portugais et Ottomans au XVIe siècle" in Francisco Bethencourt et Luis Felipe de Alencastro (dir.), L'Empire portugais face aux autres empires, Maisonneuve et Larose, 2007.
- A.H. de Oliveira Marques, Histoire du Portugal et de son empire colonial, Karthala, 1998.